# Louresse-Rochemenier
Louresse-Rochemenier ist eine französische Gemeinde mit 895 Einwohnern (Stand: 1. Januar 2022) im Département Maine-et-Loire in der Region Pays de la Loire. Die Gemeinde gehört zum Arrondissement Saumur und zum Kanton Doué-en-Anjou. Die Einwohner werden Louressiens genannt.

## Lage
Louresse-Rochemenier liegt etwa 38 Kilometer südöstlich von Angers. Umgeben wird Louresse-Rochemenier von den Nachbargemeinden Tuffalun im Norden und Westen, Gennes-Val-de-Loire im Norden und Nordosten, Dénezé-sous-Doué im Osten sowie Doué-en-Anjou im Süden und Westen.

## Geschichte
1842 wurden Louresse und Rochemenier vereinigt.

## Bevölkerungsentwicklung
| Jahr                       | 1962 | 1968 | 1975 | 1982 | 1990 | 1999 | 2006 | 2013 | 2018 |
| Einwohner                  | 647  | 602  | 583  | 593  | 579  | 613  | 773  | 799  | 872  |
| Quellen: Cassini und INSEE |      |      |      |      |      |      |      |      |      |

## Sehenswürdigkeiten
- Dolmen des Friches du Corbeau oder Pierre Couverte de Corbeau
- Kirche Saint-Pierre aus dem 13. Jahrhundert, Umbauten aus dem 19. Jahrhundert
- Kirche Sainte-Madeleine-Saint-Jean, vormals Kapelle Sainte-Emérance, 16./17. Jahrhundert, seit 1972 Monument historique; der Vorgängerbau ist als Ruine überliefert und seit 1977 Monument historique
- Das Dorf Rochemenier ist ein Troglodytenort; das heißt, die Gebäude sind in Höhlen gehauen
- Schloss Le Pont-de-Varenne aus dem 16. Jahrhundert, seit 1973 Monument historique
- Schloss Launay aus dem 19. Jahrhundert
- Herrenhaus Le Lucasière
- Herrenhaus Brosse aus dem 16./17. Jahrhundert
- Herrenhaus Pierre-Basse aus dem 16. Jahrhundert
- Mehrere Windmühlen

## Weinbau
Die Rebflächen in der Gemeinde gehören zum Weinbaugebiet Anjou.

## Persönlichkeiten
- Jean-François Merlet (1762–1830), Jurist und Politiker